# Ang Em
Ang Em  (1674-1731), prince Ang Em  roi du Cambodge  de 1700 à  1701 puis de 1710 à 1722 et enfin  9 mois en 1729 sous les noms de règne de  « Kaev Hua III » et « Barom Ramadhipati  puis Chey Chettha V».

## Biographie
Fils du régent et prétendant  Ang Nan, il épouse  la fille  aînée de son oncle le roi Chey Chettha IV.
Après qu’il se soit distingué lors de la lutte contre les Vietnamiens le roi  Chey Chettha IV lui cède le trône en 1700. L’année suivante l’ancien roi, mécontent de lui, le dépose et reprend le titre royal. 
En 1708 avec cette fois l’appui du Vietnam, Ang Em se révolte contre  Thommo Reachea III le fils aîné de Chey Chettha IV. Il  l’assiège dans Oudong et l’oblige à fuir au Siam en 1710.
Ang  Em doit repousser en 1711,1716 et 1722 trois tentatives de Thommo Reachea III soutenu par les  Siamois qui veut reprendre le pouvoir. Ang Em pour résister doit s’appuyer totalement sur la cour de Hué à qui il confie la défense de la région de Peam.
En 1722 Ang Em, sur le point d’être détrôné par les Siamois, abdique en faveur de son fils Satha II. En 1729 il reprend pendant neuf mois le trône (nom de couronnement Chey Chettha V)
à son propre fils avant de le lui rendre et de se retirer définitivement Il meurt en 1731.

## Postérité
Ang Em avait épousé sa cousine la princesse Maha Kshatriyi dont
- prince Ang Chee ou Jaya roi sous le nom de Satha II
- princesse Ang Peou épouse du prince Ang Sor (1707-1753) le fils du roi  Ang Tong